# ژاک لوبرون
ژاک لوبرون (انگلیسی: Jacques Lebrun؛ ۲۰ سپتامبر ۱۹۱۰ – ۱۴ ژانویه ۱۹۹۶) قایقران قایق بادبانی اهل فرانسه بود.